# Sarajevo
Sarajevo (chữ Kirin: Сарајево, phát âm [sǎrajeʋo], phát âm tiếng Việt như là Sa-ra-e-vô) là thủ đô và thành phố lớn nhất của Bosna và Hercegovina, với dân số 275.524 trong vùng nội ô hành chính hiện tại. Vùng đô thị Sarajevo, bao gồm tổng Sarajevo và Đông Sarajevo là nơi cư ngụ của 643.016 dân. Nằm giữa thung lũng Sarajevo thuộc vùng Bosna, nó được vây quanh bởi Dinaric Alps, dọc theo sông Miljacka ở tâm của khu vực Đông Nam Âu và Balkan.
Sarajevo là trung tâm chính trị, văn hóa và xã hội đi đầu của Bosna và Hercegovina, một nơi nổi lên của nền văn hóa Balkan, với sự ảnh hưởng về điện ảnh, thời trang và nghệ thuật lên cả vùng.
Do lịch sử dài được ảnh hưởng bởi nhiều luồng tôn giáo và văn hóa khác nhau, Sarajevo đôi khi được gọi là "Jerusalem của châu Âu" hay "Jerusalem của Balkan". Đây là thành phố duy nhất châu Âu có nhà thờ Hồi giáo, nhà thờ Công giáo, nhà thờ Chính thống giáo và giáo đường Do Thái trong một vùng lân cận.
Dù con người ở khu vực này đã định cư ở khu vực này từ thời tiền sử, bản thân thành phố khởi đầu như một thành trì Ottoman vào thế kỷ 15. Năm 1885, Sarajevo trở thành thành phố đầu tiên tại châu Âu và thành phố thứ hai trên thế giới có mạng lưới xe điện toàn thời gian chạy khắp thành phố, sau San Francisco. Năm 1914, đây là nơi diễn ra vụ ám sát Franz Ferdinand của Áo-Hung, sự kiện mở đầu cho Chiến tranh thế giới thứ I. Sau đó, thành phố trì trệ như một thành phố của Vương quốc Nam Tư. Sự thiết lập Cộng hòa Xã hội chủ nghĩa Bosna và Hercegovina của Đệ nhị Nam Tư đã đưa đến sự mở rộng đáng kể cho Sarajevo, giúp thành phố trở thành nơi đăng cai Thế vận hội Mùa đông 1984. Trong 1.425 ngày, từ tháng 4 năm 1992 tới tháng 6 năm 1996, thành phố phải chịu cuộc vây hãm thủ đô dài nhất trong lịch sử chiến tranh hiện đại, trong chiến tranh Bosna và sự giải tán Nam Tư.
Sarajevo đã trãi qua cuộc khôi phục thời hậu chiến, và là thành phố phát triển nhanh nhất Bosna và Hercegovina. Một sê-ri hướng dẫn du lịch, Lonely Planet, xếp Sarajevo ở vị trí 43 trong các thành phố tuyệt vời nhất thế giới, và tháng 9 năm 2009 họ xem đây là một trong mười thành phố nên đến thăm trên thế giới. Năm 2011, Sarajevo được đề cử Thành phố văn hóa châu Âu cho năm 2014 và sẽ đăng cai European Youth Olympic Festival năm 2019.

## Tên gọi
Tên gọi cổ nhất được biết đến cho vùng trung tâm Bosna là Vrhbosna.
Sarajevo là cái tên được Slav hóa từ saray, một từ tiếng Thổ Nhĩ Kỳ có nghĩa là cung điện. Phần evo có thể bắt nguồn từ cụm từ saray ovası, ghi nhận lần đầu năm 1455, nghĩa là "đồng bằng quanh cung diện" hay "đồng bằng cung điện". Tuy nhiên, trong quyển từ điển từ mượn tiếng Thổ Nhĩ Kỳ, Abdulah Škaljić cho rằng đuôi "evo" nhiều khả năng xuất phát từ hậu tố phổ biến "evo" (chỉ địa điểm), chứ không phải từ "ova" tiếng Thổ Nhĩ Kỳ. Cái tên Sarajevo được ghi nhận lần đầu năm 1507 trong bức thư viết bởi Feriz Beg. Tên gọi chính thức trong 400 thuộc Ottoman là Saraybosna (cung diện xứ Bosna), và đây vẫn là tên thành phố trong tiếng Thổ Nhĩ Kỳ hiện đại.

## Khí hậu
| Dữ liệu khí hậu của Sarajevo            | Dữ liệu khí hậu của Sarajevo | Dữ liệu khí hậu của Sarajevo | Dữ liệu khí hậu của Sarajevo | Dữ liệu khí hậu của Sarajevo | Dữ liệu khí hậu của Sarajevo | Dữ liệu khí hậu của Sarajevo | Dữ liệu khí hậu của Sarajevo | Dữ liệu khí hậu của Sarajevo | Dữ liệu khí hậu của Sarajevo | Dữ liệu khí hậu của Sarajevo | Dữ liệu khí hậu của Sarajevo | Dữ liệu khí hậu của Sarajevo | Dữ liệu khí hậu của Sarajevo |
| Tháng                                   | 1                            | 2                            | 3                            | 4                            | 5                            | 6                            | 7                            | 8                            | 9                            | 10                           | 11                           | 12                           | Năm                          |
| --------------------------------------- | ---------------------------- | ---------------------------- | ---------------------------- | ---------------------------- | ---------------------------- | ---------------------------- | ---------------------------- | ---------------------------- | ---------------------------- | ---------------------------- | ---------------------------- | ---------------------------- | ---------------------------- |
| Cao kỉ lục °C (°F)                      | 18.2 (64.8)                  | 21.4 (70.5)                  | 26.6 (79.9)                  | 30.2 (86.4)                  | 33.2 (91.8)                  | 35.9 (96.6)                  | 38.4 (101.1)                 | 40.0 (104.0)                 | 37.7 (99.9)                  | 32.2 (90.0)                  | 24.7 (76.5)                  | 18.0 (64.4)                  | 40.0 (104.0)                 |
| Trung bình ngày tối đa °C (°F)          | 3.7 (38.7)                   | 6.0 (42.8)                   | 10.9 (51.6)                  | 15.6 (60.1)                  | 21.4 (70.5)                  | 24.5 (76.1)                  | 27.0 (80.6)                  | 27.2 (81.0)                  | 22.0 (71.6)                  | 17.0 (62.6)                  | 9.7 (49.5)                   | 4.2 (39.6)                   | 15.8 (60.4)                  |
| Trung bình ngày °C (°F)                 | 0.2 (32.4)                   | 1.8 (35.2)                   | 6.0 (42.8)                   | 10.2 (50.4)                  | 15.2 (59.4)                  | 18.2 (64.8)                  | 20.3 (68.5)                  | 20.4 (68.7)                  | 16.0 (60.8)                  | 11.7 (53.1)                  | 5.8 (42.4)                   | 1.2 (34.2)                   | 10.6 (51.1)                  |
| Tối thiểu trung bình ngày °C (°F)       | −3.3 (26.1)                  | −2.5 (27.5)                  | 1.1 (34.0)                   | 4.8 (40.6)                   | 9.0 (48.2)                   | 11.9 (53.4)                  | 13.7 (56.7)                  | 13.7 (56.7)                  | 10.0 (50.0)                  | 6.4 (43.5)                   | 1.9 (35.4)                   | −1.8 (28.8)                  | 5.4 (41.7)                   |
| Thấp kỉ lục °C (°F)                     | −26.8 (−16.2)                | −23.4 (−10.1)                | −26.4 (−15.5)                | −13.2 (8.2)                  | −9.0 (15.8)                  | −3.2 (26.2)                  | −2.7 (27.1)                  | −1.0 (30.2)                  | −4.0 (24.8)                  | −10.9 (12.4)                 | −19.3 (−2.7)                 | −22.4 (−8.3)                 | −26.8 (−16.2)                |
| Lượng Giáng thủy trung bình mm (inches) | 68 (2.7)                     | 64 (2.5)                     | 70 (2.8)                     | 77 (3.0)                     | 72 (2.8)                     | 90 (3.5)                     | 72 (2.8)                     | 66 (2.6)                     | 91 (3.6)                     | 86 (3.4)                     | 85 (3.3)                     | 86 (3.4)                     | 928 (36.5)                   |
| Số ngày mưa trung bình                  | 8                            | 10                           | 13                           | 17                           | 17                           | 16                           | 14                           | 13                           | 15                           | 13                           | 12                           | 11                           | 159                          |
| Số ngày tuyết rơi trung bình            | 10                           | 12                           | 9                            | 2                            | 0.2                          | 0                            | 0                            | 0                            | 0                            | 2                            | 6                            | 12                           | 53                           |
| Độ ẩm tương đối trung bình (%)          | 79                           | 74                           | 68                           | 67                           | 68                           | 70                           | 69                           | 69                           | 75                           | 77                           | 76                           | 81                           | 73                           |
| Số giờ nắng trung bình tháng            | 57.1                         | 83.8                         | 125.6                        | 152.3                        | 191.7                        | 207.1                        | 256.3                        | 238.2                        | 186.6                        | 148.8                        | 81.2                         | 40.7                         | 1.769,4                      |
| Nguồn 1: Pogoda.ru.net                  |                              |                              |                              |                              |                              |                              |                              |                              |                              |                              |                              |                              |                              |
| Nguồn 2: NOAA                           |                              |                              |                              |                              |                              |                              |                              |                              |                              |                              |                              |                              |                              |

## Hình ảnh

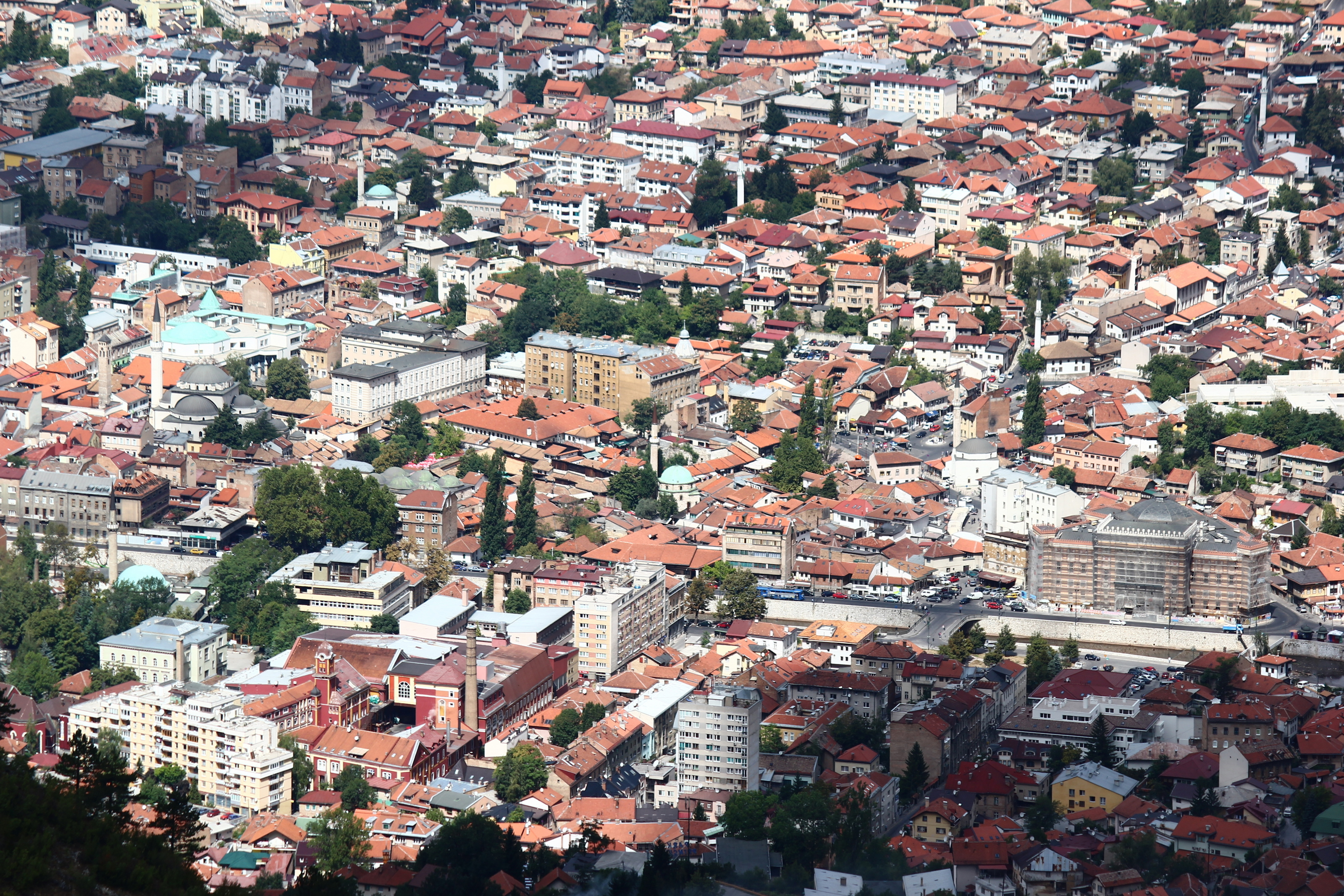
Stari Grad
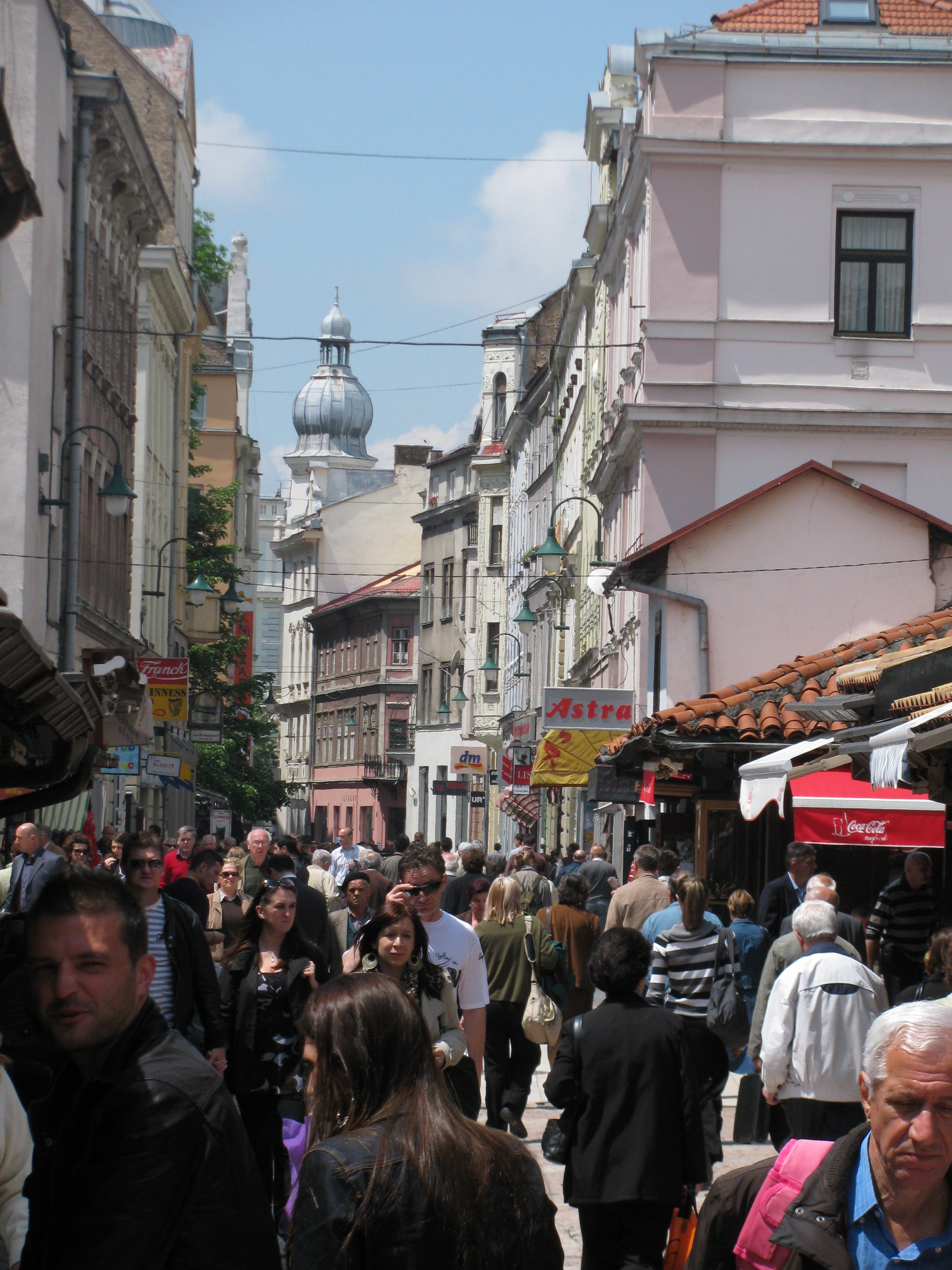
Đường Ferhadija
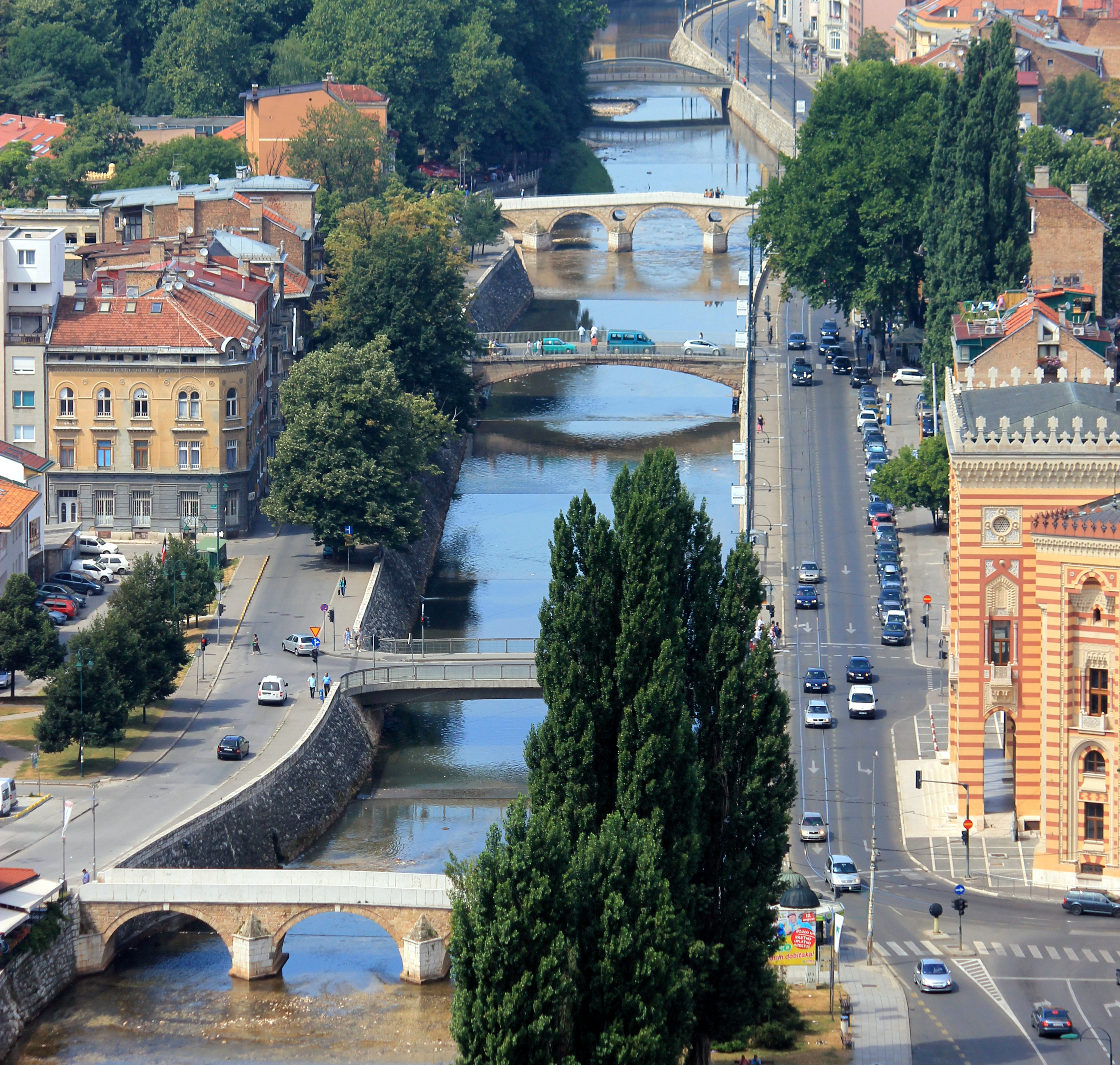
Sông Miljacka
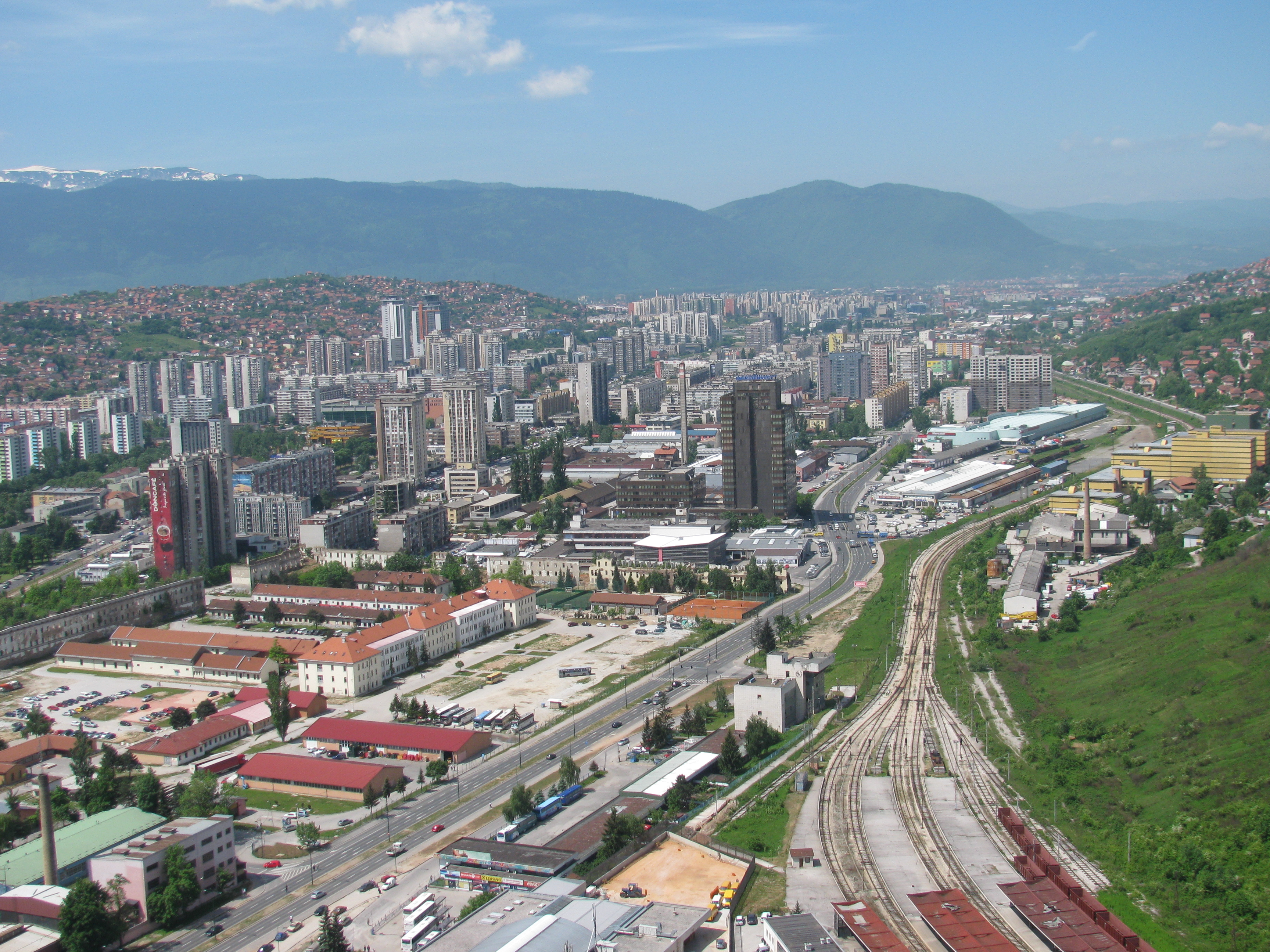
Cảnh nhìn hướng về Novi Grad